# Juel Taylor
Juel Taylor ist ein US-amerikanischer Drehbuchautor und Filmregisseur.

## Leben
Sein Regiedebüt gab Juel Taylor mit dem Filmdrama Actors Anonymous mit Scott Haze, Jake Robbins und James Franco in den Hauptrollen, das im März 2017 beim Cinequest Film Festival seine Premiere feierte. Er führte dabei gemeinsam mit einer Reihe anderer Personen Regie. Sein erstes Drehbuch für einen Spielfilm schrieb Taylor gemeinsam mit Sylvester Stallone für den Boxerfilm Creed II – Rocky’s Legacy von Steven Caple Jr., der im November 2018 in die US-amerikanischen und im Januar 2019 in die deutschen Kinos kam.
Es folgte die gemeinsame Arbeit mit Tony Rettenmaier und drei weiteren Autoren für das Drehbuch für den Animationsfilm Space Jam: A New Legacy von Malcolm D. Lee. Auch das Drehbuch für das Filmdrama Young. Wild. Free., das im 22. Januar 2023 beim Sundance Film Festival vorgestellt wurde, wurde von Taylor und Rettenmaier geschrieben und landete im Jahr 2018 auf der Black List der besten unverfilmten Ideen Hollywoods. Ebenso schrieben die beiden gemeinsam mit Frank E. Flowers das Drehbuch für die Filmbiografie Shooting Stars von Chris Robinson, die Anfang Juni 2023 in den USA in das Programm von Peacock aufgenommen wurde.  Im Juli 2023 kam die Mystery-Science-Fiction-Komödie They Cloned Tyrone in die US-Kinos für die sie abermals zusammen am Drehbuch arbeiteten, das im Jahr 2019 ebenfalls auf der Black List der besten unverfilmten Ideen Hollywoods gelandet war. Bei dem Blaxploitation-Film mit John Boyega, Jamie Foxx und Teyonah Parris in den Hauptrollen führte Taylor erstmals alleine Regie.

## Filmografie
- 2017: Actors Anonymous (Regie)
- 2018: Creed II – Rocky’s Legacy (Drehbuch)
- 2021: Space Jam: A New Legacy (Drehbuch)
- 2023: Shooting Stars (Drehbuch)
- 2023: Young. Wild. Free. (Drehbuch)
- 2023: They Cloned Tyrone (Drehbuch und Regie)